# Ernesto Castano
Ernesto Castano (ur. 2 maja 1939 w Cinisello Balsamo, zm. 5 stycznia 2023) – włoski piłkarz, który występował na pozycji obrońcy. Podczas kariery grał w takich klubach jak AC Legnano, Triestina Calcio i Juventus. W latach 1959–1969 reprezentant Włoch.